# Parafia Najświętszej Maryi Panny z Lourdes w Sunnybank
Parafia Najświętszej Maryi Panny z Lourdes w Sunnybank – parafia rzymskokatolicka, należąca do archidiecezji Brisbane.
Przy parafii funkcjonuje katolicka szkoła podstawowa Najświętszej Maryi Panny z Lourdes.